# Lucius Iunius Quintus Vibius Crispus
(Lucius Iunius) Quintus Vibius Crispus est un sénateur romain de la fin du Ier siècle, trois fois consul suffect en 61 sous Néron, 74 sous Vespasien et 83 sous Domitien.

## Biographie
Il est d'une origine modeste, né à Vercellae en Cisalpine.
En 60, son frère, Vibius Secundus, chevalier romain, accusé de concussion par les Maures et Annius Faustus, un chevalier romain, est condamné et banni. Seul le crédit de son frère Crispus le sauve d’une peine plus sévère.
En l'an 61, sous Néron, il est une première fois consul suffect puis curateur des eaux en 68–71 et peut-être proconsul d'Afrique,.
Sous Galba, il accuse Annius Faustus devant le Sénat, qui était délateur sous Néron. Une grande partie du Sénat, Vibius Crispus ayant acquis plus de renommée que d’estime, demande la peine de mort immédiatement pour Faustus. Finalement, il est entendu mais condamné. Tacite précise que Vibius Crispus a lui aussi été délateur sous Néron.
Il est ensuite un proche de Aulus Vitellius, le troisième empereur de l'année des quatre empereurs, et participe à ses festins auxquels les convives qui ne tiennent pas le coup. « Vibius Crispus, l'un d'eux, qui, à la suite d'une indisposition, avait, pendant quelques jours, cessé de se trouver aux festins de Vitellius, l'occasion de cette parole pleine d'enjouement : “J'étais perdu, si je n'avais pas été malade.” ».
En 70, une fois Vespasien, les sénateurs font serment qu'ils n'ont commis aucun crime pendant le règne de Néron et l'guerre civile devant Mucien et Domitien, et des querelles éclatent dans lesquelles est impliqué Vibius Crispus. En 72/73, il est gouverneur (légat d'Auguste propréteur) de Tarraconaise. Il est une deuxième fois consul suffect en 74.
Il est ensuite proche de Domitien, sous lequel il est une troisième fois consul suffect en 83.
Tacite, parlant de lui et d'un autre orateur, déclare :

« Et ils ne le doivent ni l'un ni l'autre à leurs trois cents millions de sesterces, qui après tout peuvent être considérés comme une riche conquête de l'éloquence, mais à l'éloquence elle-même, dont la vertu puissante et céleste a donné dans tous les siècles tant de preuves de la haute fortune où l'homme peut s'élever par la seule force du génie. »

— Tacite, Dialogue des orateurs, 8 - traduction de J.-L. Burnouf, 1859.
Juvénal donne de lui cette description :

« Crispus, cet aimable vieillard, dont le caractère et les mœurs, conformes à son éloquence, respiraient la douceur. Qui méritait mieux d'aider de ses conseils un maître de l'univers, s'il eût été permis, sous ce fléau du genre humain, de blâmer la cruauté et d'ouvrir un avis généreux ? Mais quoi de plus irritable que l'oreille de ce tyran qui, pour un mot, sacrifiait ses amis, ne l'eussent-ils entretenu que des pluies de l'automne ou des orages du printemps ? Crispus sentit donc qu'il était inutile de s'opposer au torrent, alors que chacun retenait dans son sein la vérité captive, et n'osait le dire au péril de sa vie. Ce fut par là qu'il vit tant de fois le soleil recommencer sa course, et qu'il parvint à son seizième lustre. »

— Juvénal, Satires, poème 4 - Le turbot - traduction de Jean Dusaulx, 1770.
Il meurt à plus de quatre-vingt ans, vers l'an 93.